# Sonnets à Orphée
Die Sonette an Orpheus (en français, Les Sonnets à Orphée) sont un cycle de 55 sonnets écrits en 1922 par le poète austro-hongrois Rainer Maria Rilke (1875–1926). Ils furent publiés pour la première fois l'année suivante. Rilke, qui est « largement reconnu pour être l'un des poètes de langue allemande dont le lyrisme est le plus intense », les écrivit en trois semaines dans ce qu'il appela une « tempête créatrice ». Inspiré par la nouvelle de la mort de Wera Ouckama Knoop (1900-1919), compagne de jeux de sa fille, Ruth, il les dédia à la mémoire de cette jeune fille.

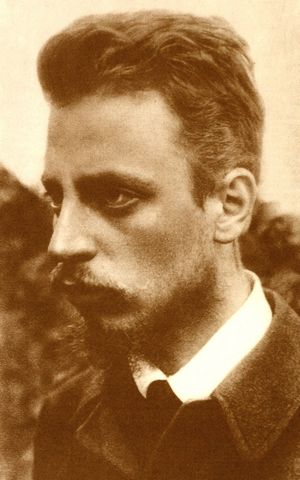
Rainer Maria Rilke (1875–1926)

En février 1922, Rilke termina aussi son ensemble de dix poèmes profondément philosophiques et mystiques intitulé Élégies de Duino, qu'il prit dix ans à écrire. Les Sonnets à Orphée et ces Élégies sont considérés comme les chefs-d'œuvre de Rilke et les meilleures expressions de son talent.

## Histoire de leur rédaction et de leur publication

### Le château de Muzot et la «tempête de création»

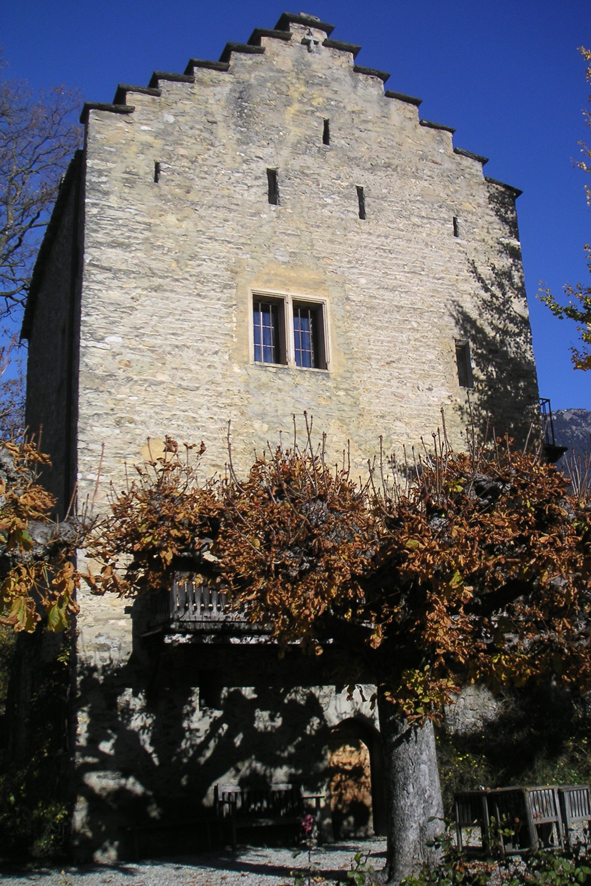
Le château de Muzot à Veyras, en Suisse, est l'endroit où Rilke écrivit les Sonnets à Orphée et acheva les Élégies de Duino dans « une tempête créatrice » pendant trois semaines en février 1922.

Durant la majeure partie des années 1910, Rilke avait souffert d'une grave dépression qui l'avait empêché d'écrire. Il avait commencé ses Élégies de Duino en 1912 et en avait terminé des parties en 1913 et en 1915 avant d'être rendu silencieux par la crise psychologique causée par les événements de la Première Guerre mondiale et sa brève conscription dans l'armée austro-hongroise. Ce n'est qu'en 1920 qu'il fut motivé à s'employer à achever les Élégies, mais au cours des deux années suivantes, son mode de vie fut instable et ne lui donna pas le temps ni l'état mental nécessaire pour écrire.
En 1921, Rilke voyagea en Suisse dans l'espoir de s'immerger dans la culture française près de Genève et de trouver un endroit où vivre en permanence. À l'époque, il avait une relation amoureuse avec Baladine Klossowska (1886–1969). Sur l'invitation de Werner Reinhart (en) (1884-1951), il emménagea dans le château de Muzot (en), manoir du XIIIe siècle sans gaz ni électricité situé près de Veyras, dans la vallée du Rhône, en Suisse. Reinhart, marchand et clarinettiste amateur suisse, utilisa sa richesse pour servir de mécène à de nombreux écrivains et compositeurs du XXe siècle. Il acheta Muzot pour permettre à Rilke d'y vivre sans verser de loyer et de se concentrer sur son travail. Rilke et Klossowska y emménagèrent en juillet 1921, et à l'automne, Rilke traduisit des écrits de Paul Valéry et de Michel-Ange en allemand.
La nouvelle de la mort d'une amie de sa fille, Wera Knoop (1900-1919) poussa Rilke à créer en se mettant à travailler aux Sonnets à Orphée. En quelques jours, du 2 au 5 février 1922, il acheva la première partie, composée de 26 sonnets. Dans les jours qui suivirent, il se concentra sur les Élégies de Duino et les acheva dans la soirée du 11 février. Aussitôt après, il se remit à ses Sonnets et acheva la seconde partie, composée de 29 sonnets, en moins de deux semaines. Dans des lettres adressées à des amis, Rilke parla d'une « tempête créatrice » pour qualifier cette période de trois semaines. Rilke considérait les Sonnets et les Élégies comme étant « de la même naissance »,.  Le 11 février 1922, il écrivit à son ancienne amante, Lou Andreas-Salomé, que cette période fut un ouragan comme à Duino, jadis : Tout ce qui était en moi fibre, tissu, bâti, a craqué, plié. Pas question de manger.
Tout au long des Sonnets, Rilke fait souvent mention de Wera, tantôt en s'adressant directement à elle par son nom, tantôt indirectement en faisant allusion à une « danseuse » ou à la mythique Eurydice. Plus tard, il écrivit à la mère de la jeune fille que le fantôme de Wera l'avait « enjoint et obligé » d'écrire,.

## Forme et style

### Les sonnets
Les Sonnets sont au nombre de 55, divisés en deux parties, dont la première en comprend 26 et la seconde, 29.
Ils se composent tous de deux quatrains, suivis de deux tercets. En général, les quatrains sont à rimes croisées (ABAB CDCD) ou embrassées (ABBA CDDC), et les tercets sont à la mode du sonnet italien (EEF GGF), à rimes EFG EFG ou enlacées (EFG GFE).
La tradition du sonnet n'est pas aussi marquée dans la littérature de langue allemande que, par exemple, dans les littératures française, anglaise et italienne. Un modèle possible pour Rilke aurait pu être Les Fleurs du Mal de Charles Baudelaire. Réunir des poèmes dans des cycles entiers était une pratique assez courante à l'époque, les œuvres de Stefan George (Hymnen, Der siebente Ring) ou d'Arthur Rimbaud (Une saison en enfer, Les Illuminations)  en étant des exemples.
Rilke ne respecte pas du tout les normes formelles du sonnet allemand façonné par Auguste Schlegel. Le vers allemand, contrairement au vers français, est défini par la répartition de l'accent tonique. Le dactyle et le trochée sont les pieds les plus fréquents, et la longueur des vers varie beaucoup, parfois même dans le même sonnet. L'utilisation fréquente de l'enjambement brise souvent la structure même du vers.

### Le symbolisme et les thèmes
Le contenu des sonnets est, comme de coutume chez Rilke, hautement métaphorique. Le personnage d'Orphée (que Rilke appelle « le dieu de la lyre ») figure plusieurs fois dans le cycle, tout comme d'autres personnages mythiques tels que Daphné. Ses sources principales sont les Métamorphoses d'Ovide et dans une moindre mesure le chant IV des Géorgiques de Virgile. Le principe des transformations ovidiennes se retrouve à la fois à l'intérieur des sonnets et, surtout, entre eux. Ainsi, le discours de la forêt et des animaux, présent dans le premier sonnet du chant orphique, est « transformé » en une fille dans le deuxième sonnet, où le point focal passe de la fille au monde. Il y a aussi des allusions à la Bible, dont une mention d'Esaü. Parmi les autres thèmes, on trouve les animaux, des peuples de cultures différentes, le temps et la mort.
Rilke affirma que le cycle complet était inspiré par Wera, mais elle n'apparaît que dans l'un des poèmes. Il a toutefois dit avec insistance que « si diffus que soit le rapport (un seul sonnet, l'avant-dernier, le XXIVe, inscrit la figure même de Véra dans cette émotion qui lui est vouée), il domine et anime le mouvement de l'ensemble ».